# Valencia Club de Fútbol 2025-2026
Questa voce raccoglie le informazioni riguardanti il Valencia Club de Fútbol nelle competizioni ufficiali della stagione 2025-2026.

## Maglie e sponsor
| Casa | Trasferta | Terza divisa |

## Rosa
Rosa aggiornata al 14 agosto 2025 
 In corsivo i calciatori ceduti durante la stagione
| N. |                               | Ruolo | Calciatore         |
| -- | ----------------------------- | ----- | ------------------ |
| 1  | Macedonia del Nord (bandiera) | P     | Stole Dimitrievski |
| 3  | Spagna (bandiera)             | D     | José Copete        |
| 4  | Francia (bandiera)            | D     | Mouctar Diakhaby   |
| 5  | Spagna (bandiera)             | D     | César Tárrega      |
| 6  | Spagna (bandiera)             | D     | Hugo Guillamón     |
| 7  | Spagna (bandiera)             | A     | Sergi Canós        |
| 8  | Spagna (bandiera)             | C     | Javi Guerra        |
| 9  | Spagna (bandiera)             | A     | Hugo Duro          |
| 10 | Portogallo (bandiera)         | C     | André Almeida      |
| 11 | Spagna (bandiera)             | A     | Luis Rioja         |
| 12 | Portogallo (bandiera)         | D     | Thierry Correia    |
| 13 | Spagna (bandiera)             | P     | Cristian Rivero    |

| N. |                        | Ruolo | Calciatore          |
| -- | ---------------------- | ----- | ------------------- |
| 14 | Spagna (bandiera)      | D     | José Gayà ()        |
| 16 | Spagna (bandiera)      | A     | Diego López         |
| 17 | Spagna (bandiera)      | A     | Alberto Marí        |
| 18 | Spagna (bandiera)      | C     | Pepelu              |
| 19 | Spagna (bandiera)      | A     | Dani Raba           |
| 20 | Francia (bandiera)     | D     | Dimitri Foulquier   |
| 21 | Spagna (bandiera)      | D     | Jesús Vázquez       |
| 22 | Francia (bandiera)     | C     | Baptiste Santamaria |
| 24 | Svizzera (bandiera)    | D     | Eray Cömert         |
| 25 | Spagna (bandiera)      | P     | Julen Agirrezabala  |
|    | Paesi Bassi (bandiera) | A     | Arnaut Danjuma      |
|    | Svizzera (bandiera)    | C     | Filip Ugrinic       |

## Calciomercato

### Sessione estiva
| Acquisti         | Acquisti            | Acquisti        | Acquisti                   |
| R.               | Nome                | da              | Modalità                   |
| ---------------- | ------------------- | --------------- | -------------------------- |
| D                | Filip Ugrinic       | Young Boys      | definitivo (4 milioni €)   |
| D                | José Copete         | Maiorca         | definitivo (3,6 milioni €) |
| C                | Baptiste Santamaria | Rennes          | definitivo (2 milioni €)   |
| P                | Julen Agirrezabala  | Athletic Bilbao | prestito (1 milione €)     |
| A                | Arnaut Danjuma      | Villarreal      | gratuito                   |
| A                | Dani Raba           | Leganés         | gratuito                   |
| Altre operazioni |                     |                 |                            |
| R.               | Nome                | da              | Modalità                   |
| D                | Eray Cömert         | Real Valladolid | fine prestito              |
| D                | Cenk Özkacar        | Real Valladolid | fine prestito              |
| A                | Alberto Marí        | Real Saragozza  | fine prestito              |
| A                | Hugo González       | Celta Vigo      | fine prestito              |
| P                | Cristian Rivero     | Albacete        | fine prestito              |
| A                | Germán Valera       | Elche           | fine prestito              |

| Cessioni         | Cessioni             | Cessioni       | Cessioni                   |
| R.               | Nome                 | a              | Modalità                   |
| ---------------- | -------------------- | -------------- | -------------------------- |
| D                | Cristhian Mosquera   | Arsenal        | definitivo (15 milioni €)  |
| C                | Fran Pérez           | Rayo Vallecano | definitivo (1 milione €)   |
| D                | Yarek Gasiorowski    | PSV            | definitivo (9,8 milioni €) |
| D                | Cenk Özkacar         | Colonia        | prestito (225 mila €)      |
| A                | Germán Valera        | Elche          | definitivo (100 mila €)    |
| A                | Hugo González        | Celta Vigo     | gratuito                   |
| D                | Iker Córdoba         | Mirandés       | prestito                   |
| P                | Jaume Doménech       |                | svincolato                 |
| Altre operazioni |                      |                |                            |
| R.               | Nome                 | a              | Modalità                   |
| P                | Giorgi Mamardashvili | Liverpool      | fine prestito              |
| C                | Enzo Barrenechea     | Aston Villa    | fine prestito              |
| D                | Max Aarons           | Bournemouth    | fine prestito              |
| A                | Umar Sadiq           | Real Sociedad  | fine prestito              |
| C                | Iván Jaime           | Porto          | fine prestito              |
| D                | Maximiliano Caufriez | Clermont Foot  | fine prestito              |
| A                | Rafa Mir             | Siviglia       | fine prestito              |

### Sessione invernale(dal 2/1 al 31/1)
| Acquisti         | Acquisti         | Acquisti         | Acquisti         |
| R.               | Nome             | da               | Modalità         |
| Altre operazioni | Altre operazioni | Altre operazioni | Altre operazioni |
| R.               | Nome             | da               | Modalità         |
| ---------------- | ---------------- | ---------------- | ---------------- |

| Cessioni         | Cessioni         | Cessioni         | Cessioni         |
| R.               | Nome             | a                | Modalità         |
| Altre operazioni | Altre operazioni | Altre operazioni | Altre operazioni |
| R.               | Nome             | da               | Modalità         |
| ---------------- | ---------------- | ---------------- | ---------------- |

## Statistiche

### Statistiche di squadra
| Competizione     | Punti | In casa | In casa | In casa | In casa | In casa | In casa | In trasferta | In trasferta | In trasferta | In trasferta | In trasferta | In trasferta | Totale | Totale | Totale | Totale | Totale | Totale | DR |
| Competizione     | Punti | G       | V       | N       | P       | Gf      | Gs      | G            | V            | N            | P            | Gf           | Gs           | G      | V      | N      | P      | Gf     | Gs     | DR |
| ---------------- | ----- | ------- | ------- | ------- | ------- | ------- | ------- | ------------ | ------------ | ------------ | ------------ | ------------ | ------------ | ------ | ------ | ------ | ------ | ------ | ------ | -- |
| Primera División | -     |         |         |         |         |         |         |              |              |              |              |              |              |        |        |        |        |        |        |    |
| Coppa del Re     | -     |         |         |         |         |         |         |              |              |              |              |              |              |        |        |        |        |        |        |    |
| Totale           | -     |         |         |         |         |         |         |              |              |              |              |              |              |        |        |        |        |        |        |    |

### Andamento in campionato
| Giornata  | 1 | 2 | 3 | 4 | 5 | 6 | 7 | 8 | 9 | 10 | 11 | 12 | 13 | 14 | 15 | 16 | 17 | 18 | 19 | 20 | 21 | 22 | 23 | 24 | 25 | 26 | 27 | 28 | 29 | 30 | 31 | 32 | 33 | 34 | 35 | 36 | 37 | 38 |
| --------- | - | - | - | - | - | - | - | - | - | -- | -- | -- | -- | -- | -- | -- | -- | -- | -- | -- | -- | -- | -- | -- | -- | -- | -- | -- | -- | -- | -- | -- | -- | -- | -- | -- | -- | -- |
| Luogo     |   |   |   |   |   |   |   |   |   |    |    |    |    |    |    |    |    |    |    |    |    |    |    |    |    |    |    |    |    |    |    |    |    |    |    |    |    |    |
| Risultato |   |   |   |   |   |   |   |   |   |    |    |    |    |    |    |    |    |    |    |    |    |    |    |    |    |    |    |    |    |    |    |    |    |    |    |    |    |    |
| Posizione |   |   |   |   |   |   |   |   |   |    |    |    |    |    |    |    |    |    |    |    |    |    |    |    |    |    |    |    |    |    |    |    |    |    |    |    |    |    |

### Statistiche dei giocatori
Sono in corsivo i calciatori che hanno lasciato la società a stagione in corso.